# Seidel (Einheit)
Das Seidel (von mittelhochdeutsch sīdel) war ein Volumenmaß für Flüssigkeiten und ein Getreidemaß. Je nach Region war das Maß verschieden. In der Schreibweise Seitel war es ein ungarisches Hohlmaß. Im Deutschen war Seidel gleich dem Nößel und Seidlein der Schoppen. Als bayerische Flüssigkeitsmaß entspricht das Seidel einem halben Liter bzw. einer halben Maß, früher 0,535 Litern. Als böhmisches Bergwerksmaß fasste der Seidel 4 Kübel.

## Getreidemaß
- Böhmen
  - 1 Seidel = 1 Ciesky = 24 3⁄7 Pariser Kubikzoll = 0,4846 Liter
  - 12 Seidel = 1 Mäßel
  - 48 Seidel = 1 Viertel
  - 192 Seidel = 1 Strich

## Weinmaß
- Augsburg (Bayern)
  - 1 Seidel = 2 Quartel = 4 Achtel = 36 Pariser Kubikzoll = 0,7141 Liter
  - 2 Seidel = 1 Maß
  - 96 Seidel = 1 Muid
  - 192 Seidel = 1 Jetz
  - 1536 Seidel = 1 Fuder
- Böhmen
  - 1 Seidel = 24 3⁄7 Pariser Kubikzoll = 0,4846 Liter
  - 4 Seidel = 1 Pinte
  - 128 Seidel = 1 Eimer
  - 512 Seidel = 1 Fass
- Wien Schreibweise Seidel oder Seitel möglich
  - 1 Seidel = 2 Halbe Seidel = 2 Pfiff = 17 7⁄8 Pariser Kubikzoll = 0,3546 Liter[2]
  - 1 Groß-Seitel = 1½ Seidel = 3 Pfiff

## Biermaß
- In Österreich ist die Bezeichnung Maßeinheit Seidel noch für Bier (aber nicht für Wein und nicht-alkoholische Getränke) üblich. 1 Seidel entspricht dabei 0,3 Liter. In Graz und Umgebung werden 0,33 Liter hingegen als „Glas Bier“ bezeichnet.
- In Bayern ist der Begriff noch für die halbe Maß Bier, also 0,5 l (vor Einführung des metrischen Systems 0,535 l),[3][4] bzw. als Bezeichnung für den entsprechenden irdenen Bierkrug („Bierseidel“) in Gebrauch. In Franken ist der vom Seidel abstammende Dialekt-Begriff Seidla für einen halben Liter Bier gebräuchlich.[5]